# Theridion setiferum
Theridion setiferum är en spindelart som beskrevs av Roewer 1942. Theridion setiferum ingår i släktet Theridion och familjen klotspindlar.
Artens utbredningsområde är Myanmar. Inga underarter finns listade i Catalogue of Life.